# Mata dos cocais
A Mata ou Zona dos Cocais é um interespaço transicional brasileiro, uma floresta ombrófila aberta que fica entre a Floresta amazônica, o Cerrado e a Caatinga, ocupando os estados do Maranhão e Piauí, no Meio-Norte brasileiro, e também em partes do Ceará, Pará e Tocantins. Tem esse nome pela alta quantidade de palmeiras, principalmente o babaçu e a carnaúba.

## Área de abrangência
A Mata dos Cocais está situada entre uma zona de transição entre os biomas da Amazônia (no oeste), do Cerrado (no sul) e da Caatinga (no leste), nos estados do Maranhão, centro-norte do Piauí, pequenas porções no extremo oeste do Ceará, leste do Pará e norte do Tocantins, onde há predominância de especies que ocorrem nestas três formações, como o gênero Orbignya por exemplo.

## Relevo
A Zona dos Cocais fica assentada em uma estrutura rochosa formada pela Bacia Sedimentar do Parnaíba, possuindo diversas formas de relevo.
Há uma extensa planície no norte maranhense, correspondendo aos terrenos com amplitudes altimétricas inferiores a 200 m, que penetram para o interior, acompanhando os vales dos rios, formando planícies aluviais (Mearim, Itapecuru e Parnaíba).
O planalto abrange as áreas mais elevadas do centro-sul do Estado, com altitudes entre 200 e 800 metros.
Levando em consideração a extensão territorial do Maranhão e observando o mapa de solos do Brasil é possível perceber a variedade de solos desse estado. Por sua posição geográfica, predominam solos tropicais. Pelo predomínio de rochas sedimentares, são grandes as extensões cobertas por latossolos (solos ácidos, na bacia do Tocantins e do Itapecuru), argissolos (médio Mearim e vale do Itapecuru), plintosolos (Leste e Baixada Maranhense), neossolos (Rio Mearim), entre outros.
Nota-se também, em razão do intemperismo e remobilização de óxidos e hidróxidos de alumínio, ferro e manganês, solos de perfil laterítico, como entre os rios Gurupi, Pindaré, Buriticupu, Zutiua e Grajaú.

## Vegetação e flora

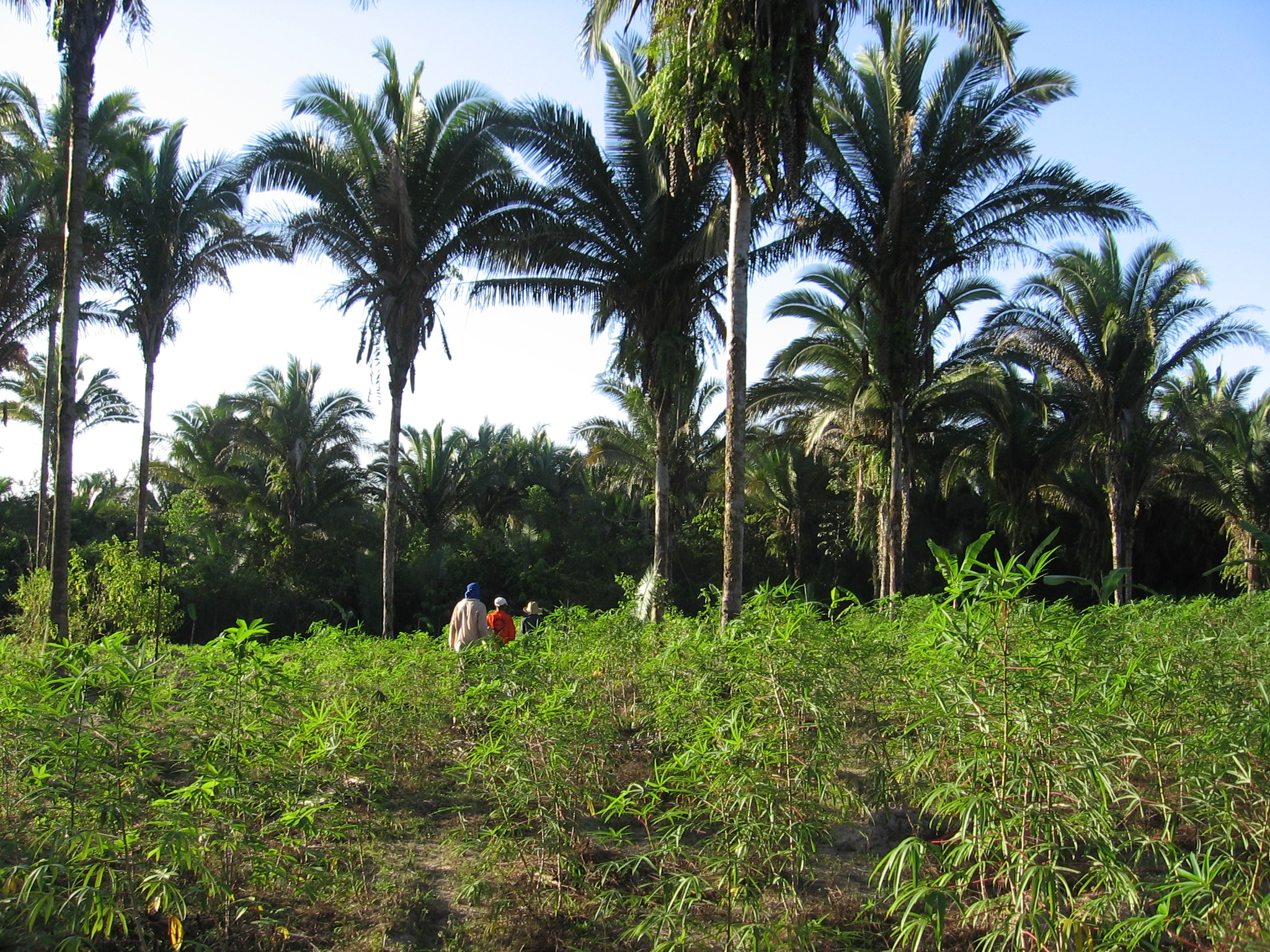
Palmeiras Babaçu na cidade de Itapecuru-Mirim, no Maranhão

Na Mata dos Cocais, prevalece uma vegetação transicional entre o Cerrado, a Floresta Amazônica e a Caatinga, rica em palmeiras, em especial o babaçu e a carnaúba.
O poeta maranhense Gonçalves Dias menciona as palmeiras no famoso poema Canção do Exílio, no trecho "Minha terra tem palmeiras, onde canta o Sabiá; As aves, que aqui gorjeiam, Não gorjeiam como lá".
A floresta de babaçu é um tipo de floresta onde esta palmeira predomina pela sua maior resistência que outras espécies tropicais, ocorrendo nos vales dos rios Parnaíba e Itapecuru. O babaçu é a palmeira de maior importância econômica para o território pelo potencial de seus produtos, em especial para as comunidades tradicionais que coletam os frutos, conhecidas como quebradeiras de coco babaçu.
A palmeira babaçu é protegida por diversas normas, como a lei estadual do Maranhão nº 4.734/86, pela Constituição do Maranhão (artigo 196) e pelas diversas leis municipais do Babaçu Livre.

Outras espécies de palmeiras encontradas na região são a oiticica, o buriti e o açaí (na porção oeste do ecossistema).
Também é possível encontrar:

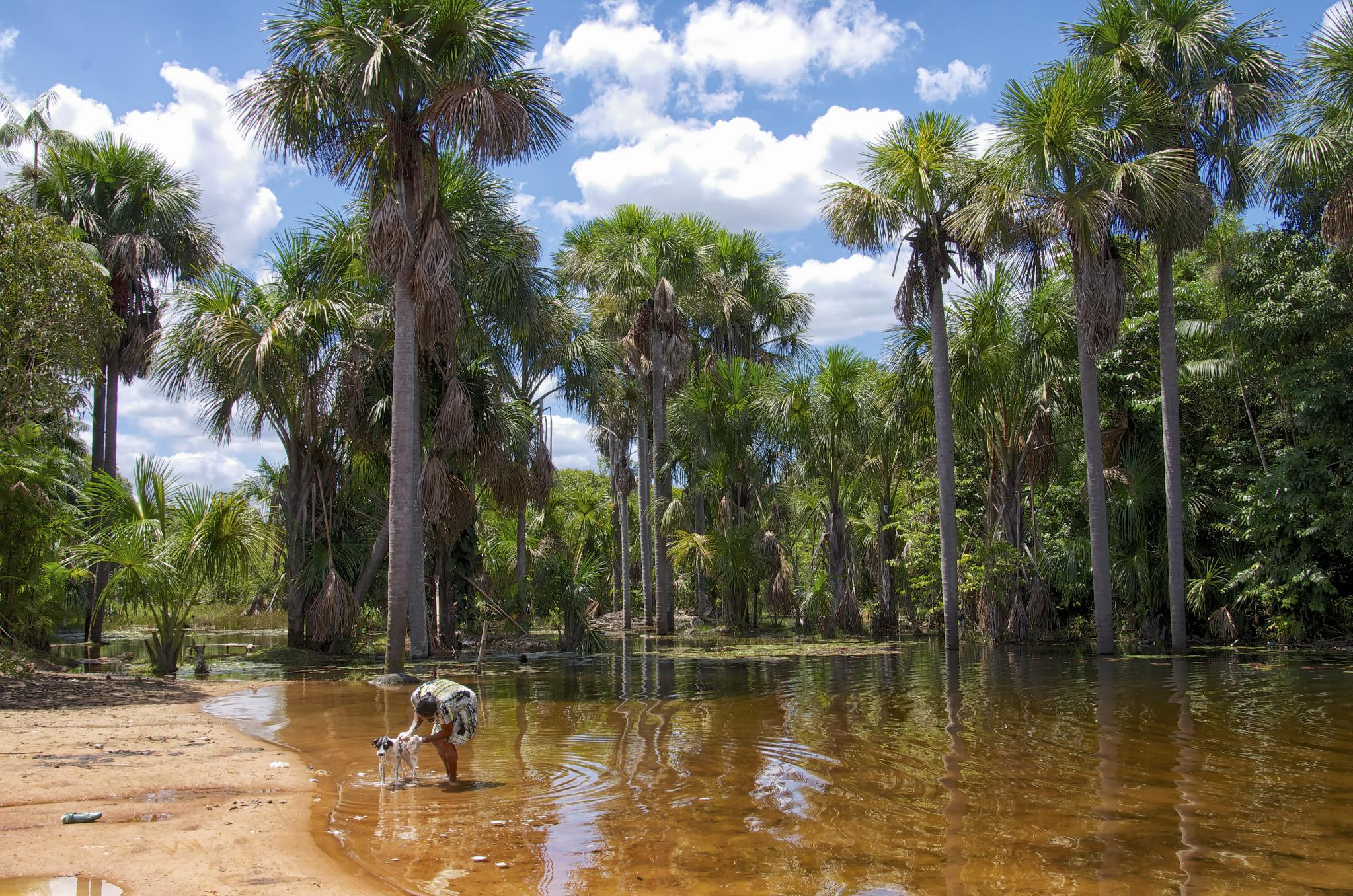
Palmeiras de Buriti no Maranhão

- As menores altitudes são ricas em espécies nativas de arbustos. Das espécies madeireiras encontradas, destacam-se o angico, canela-de-velho, sapucaia, pau-d’arco, pau-marfim, faveira-de-bolota, sambaíba ou lixeira, candeia, jacarandá, gonçalo-alves, aroeira, olho-de-boi, pau-terra, pau-pombo, maçaranduba, cedro.[9]
- As espécies extrativas de uso alimentício e artesanal como o pequi, bacuri, mangaba, açaí, cajuí, araticum, macaúba, anajá, puçá, murici, guabiraba, tucum, araçá, pitomba, mangabeira, pente-de-macaco são espécies de importância econômica para as comunidades tradicionais,                                                                                                                                                 mas possuem distribuição irregular e populações reduzidas.[9]
- Em relação a flora medicinal, foram catalogadas 58 espécies de 31 famílias. Entretanto, essa vegetação original está sendo suprimida por empresas de cana de açúcar e eucalipto, sendo que os municípios Caxias, Aldeias Altas, Coelho Neto e Duque Bacelar são os municípios mais sujeitados à transformação da paisagem pelos monocultivos.[9]

## Clima

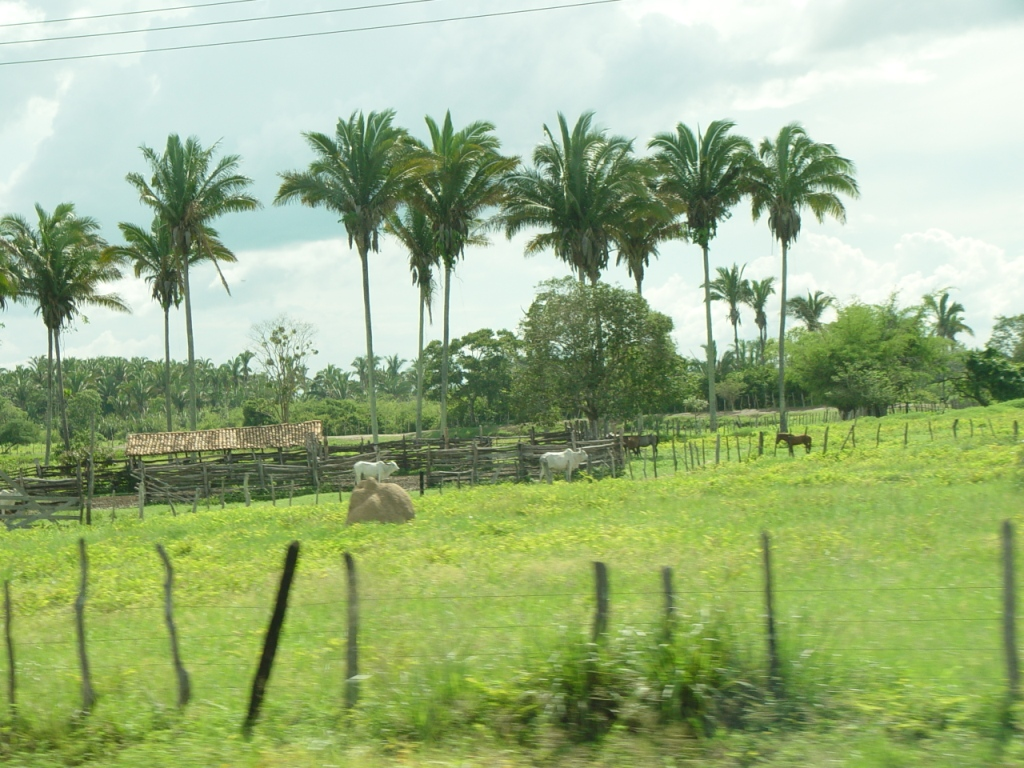
Palmeiras Babaçu

Esse ecossistema tem diferenças de clima, podendo ser observados três tipos: Equatorial, Tropical semiúmido e Tropical semiárido.
- Equatorial: Abrange 20% da Mata dos Cocais, ocorrendo no extremo oeste, sendo quente e chuvoso, regido pelo deslocamento da Zona de Convergência Intertropical (ZCIT) e pela Massa Equatorial Continental (mEc), ambas com marcante atuação no outono e inverno. Registra-se curto período seco de inverno e parte da primavera, variando de dois a três meses. A pluviosidade gira em torno de 2.000 a 2.500 mm ao ano.[6]
- Tropical semiúmido: Com mais de 65% do clima deste formação vegetal, na região central, apresenta um período seco entre cinco a seis meses, entre o inverno e a primavera, em razão de uma influência menos expressiva das massas de ar citadas. O regime pluviométrico é de 1.000 a 1.200 mm ao ano.[6]
- Tropical semiárido: ocupando 15% da Mata dos Cocais, é o clima mais seco, ocorrendo no estado do Piauí com precipitação entre 500 a 1000 milímetros.

## Hidrografia

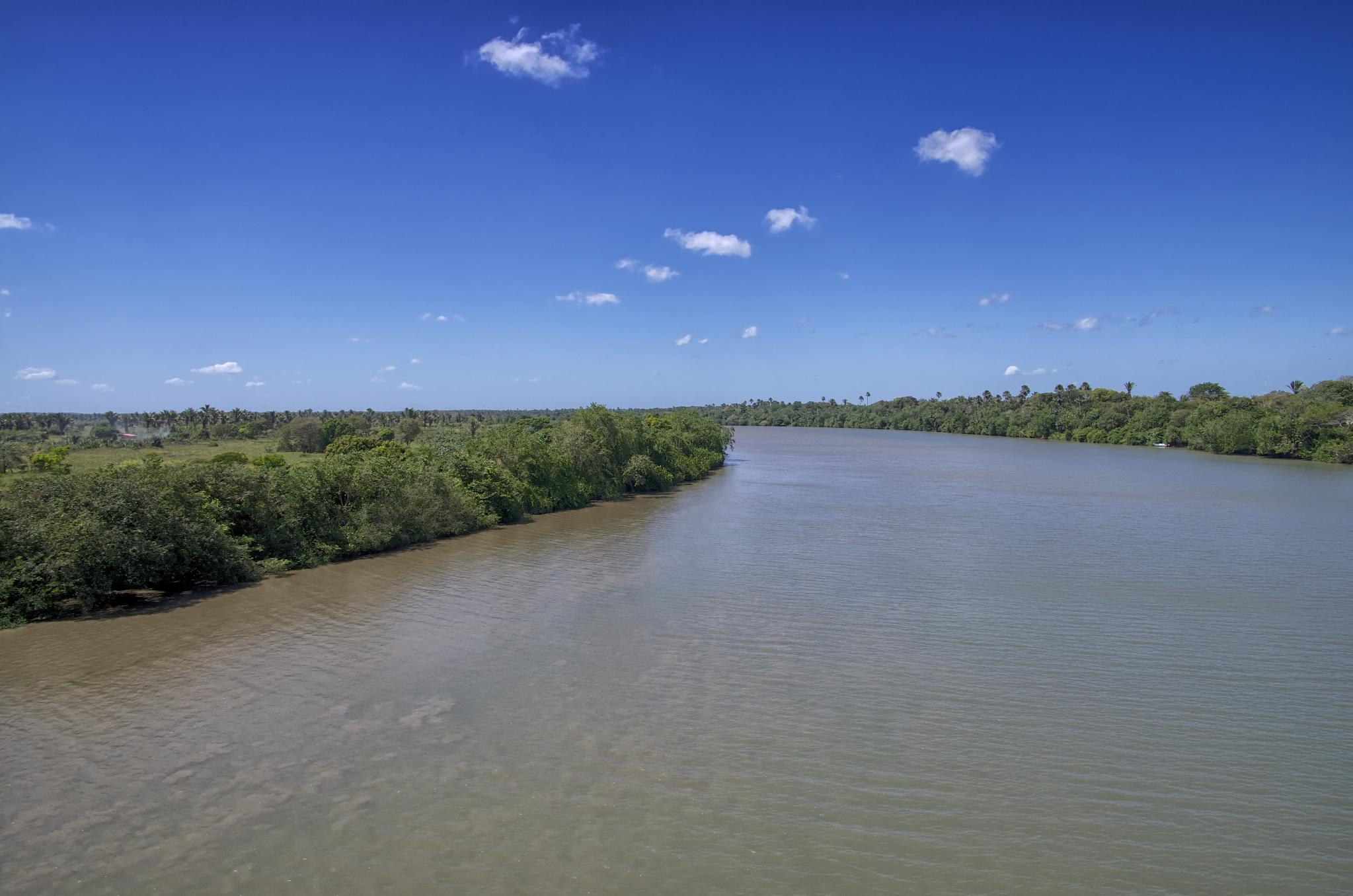
Rio Itapecuru, próximo à cidade de Itapecuru-Mirim.

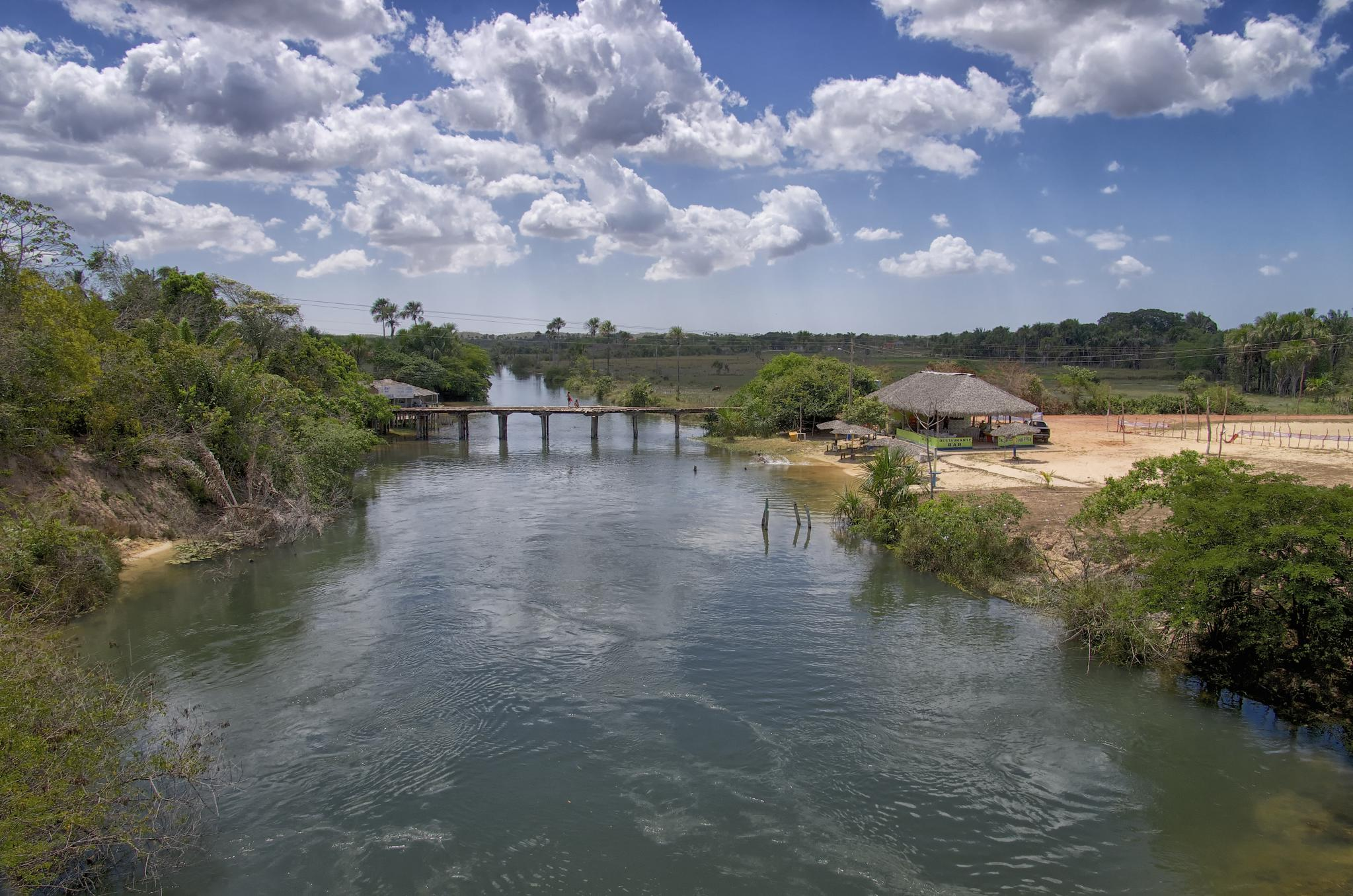
Rio Itapecuru.

O rio Parnaíba, que forma a Região Hidrográfica do Parnaíba, possui área de 331.441,5 km², sendo a maior bacia hidrográfica da região, ocupando áreas dos estados do Piauí (99%), Maranhão (19%) e do Ceará (10%). Seus principais afluentes são os rios Poti, Gurgueia, Canindé, Uruçuí-Preto, Longá, das Balsas, Igaraçu.
O Maranhão ocupa 62.936,6 km² da bacia, e os municípios inseridos nela são os seguintes: Parnarama, Matões, Timon, Caxias, Coelho Neto, Duque Bacelar e Lagoa do Mato.
Na margem piauiense, o rio banha as cidades de Floriano, Buriti dos Lopes e a capital do estado, Teresina, dentre outras, e deságua na cidade de Parnaíba, onde forma o Delta das Américas.
O Bacia Hidrográfica do rio Mearim ocupa 99.58 km² (29,84% da território do Maranhão), nascendo na serra da Menina e desaguando na Baía de São Marcos, com um percurso de 930 km de extensão. Seus principais afluentes são os rio Pindaré e o rio Grajaú. Em sua foz, ocorre o fenômeno da Pororoca.
A bacia do Itapecuru, com área de 52.972 km², corresponde a 16% do estado do Maranhão. O rio Itapecuru tem seu regime fluvial tropical com variações regionais provocadas pela regime de chuvas. Na parte média e baixa, onde estão situados os municípios do Território dos Cocais, verifica-se maior regularidade das chuvas, caracterizando um regime mais torrencial. Esse rio é responsável pelo abastecimento de 65% da população da cidade de São Luís, através do sistema Italuís. Os municípios dos Cocais inseridos na bacia são os seguintes: Aldeias Altas, Caxias, Codó, Coroatá, Timbiras, São João do Sóter, Fortuna, Buriti Bravo e Lagoa do Mato.
A Bacia Hidrográfica do rio Tocantins ocupa uma área de 30.665,15 km² no Maranhão, representando cerca de 9,24% da área total do Estado, banhando a cidade de Imperatriz. O rio Tocantins ocupa a região do cerrado maranhense e junto ao seu afluente rio Manuel Alves Grande, forma a divisa com o estado do Tocantins, além de formar o acúmulo do aquífero Tocantins-Araguaia.
A bacia do Munim, com 2.0252 km², também integra a Região Hidrográfica do Atlântico Nordeste Ocidental, banha a mesorregião do Leste Maranhense e nela estão contidos os municípios: Afonso Cunha, Coelho Neto, Aldeias Altas, Duque Bacelar e Caxias.

Essas bacias hidrográficas são importantes tanto pelo abastecimento das cidades próximas das margens dos rios quanto para o aproveitamento na irrigação, de forma que o desmatamento de margens e barramentos dos rios contribuem para o aceleramento da erosão, bem como o uso de produtos tóxicos nas plantações de cana de açúcar e eucalipto poluem as águas e reduzem a quantidade e a qualidade desse bem público vulnerável.

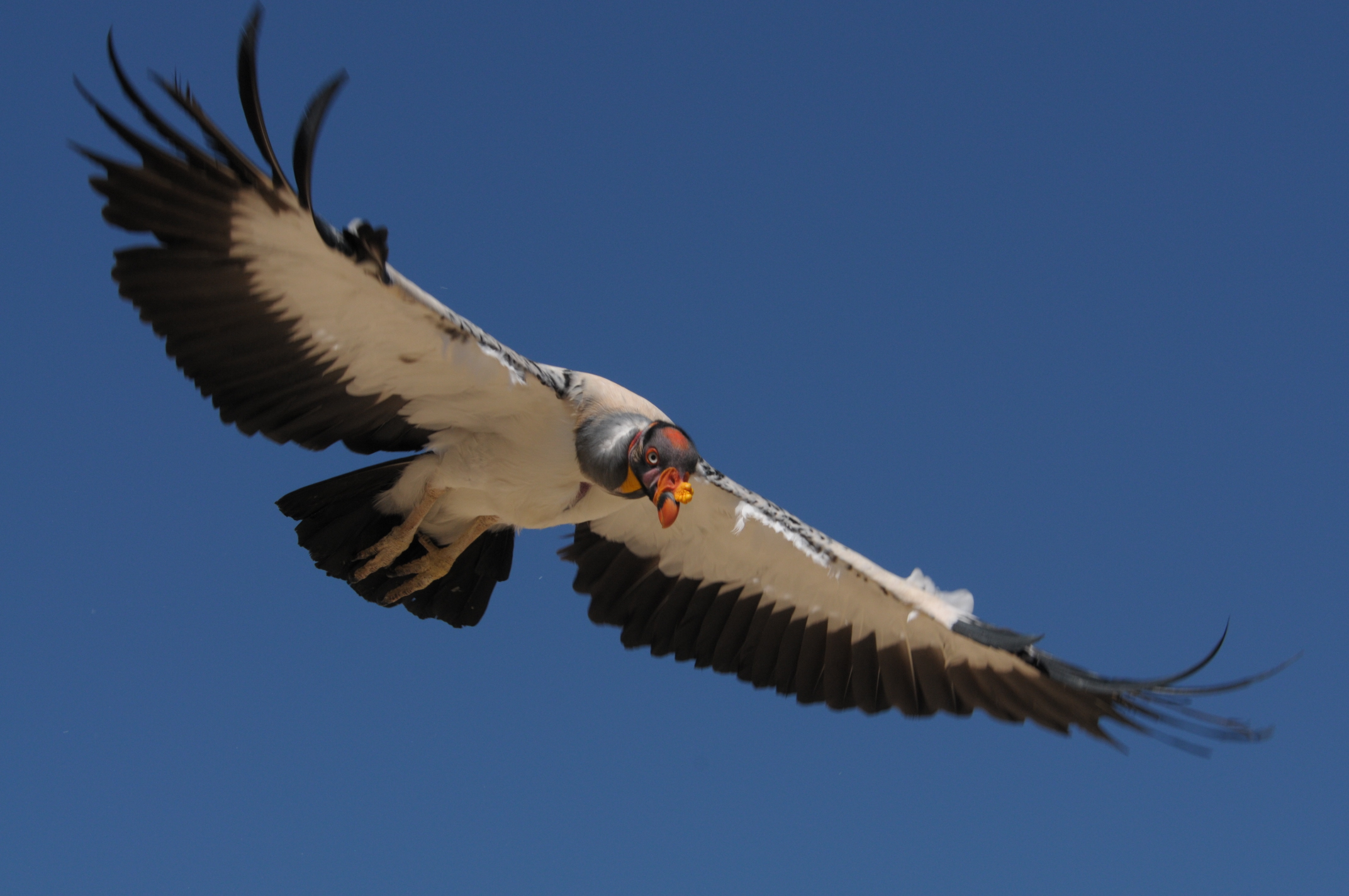
Urubu-rei

## Fauna
A fauna é muito diversificada, tendo, porém, poucos mamíferos de grande porte.
Ao nível do solo, há poucos animais vivendo a maioria nas copas das árvores: aves, macacos, insetos, etc. Dentre os insetos, destacam-se os besouros em diversidade e em quantidade.
Podem ser encontradas algumas ameaçadas de extinção como: urubu-rei, tatu-canastra e cachorro-do-mato-vinagre. Outras espécies importantes são: papagaios, periquitos, perdizes, seriemas, gatos maracajás, onças, veados, cobras, jacarés, guariba, macaco-prego, caititu, guaxinim, paca e tamanduá.

## Economia

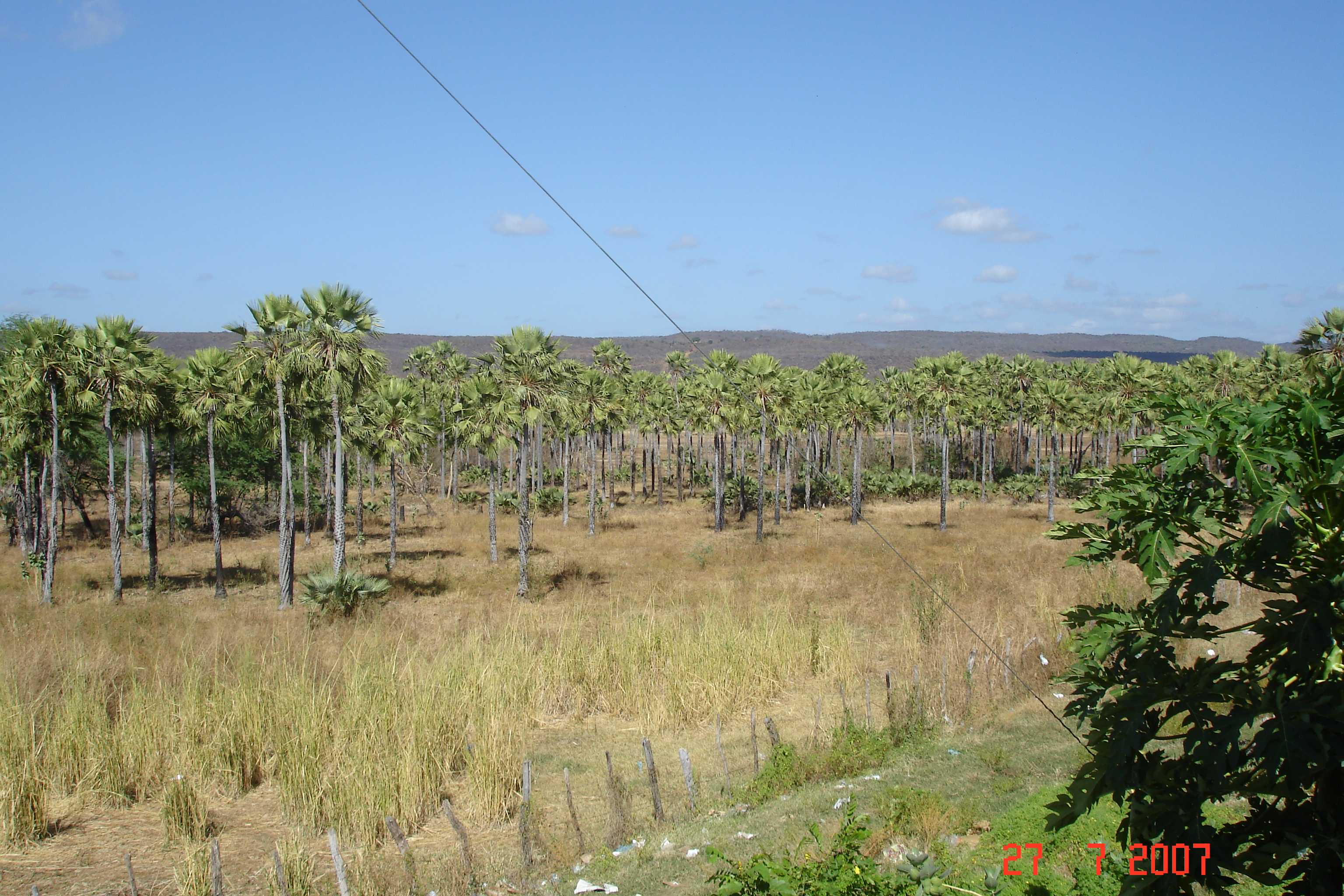
Carnaúbas em São Miguel do Tapuio, Piauí.

A economia dos estados que ficam nesta região se baseia na agricultura, indústria de mineração, química e a produção alimentícia e no setor de serviços.
A Ditadura Militar brasileira (1964-1985) incentivou a instalação do Projeto Grande Carajás, no sudeste do Pará, onde existe a maior reserva de ferro do mundo, além de grandes reservas de manganês, cobre e ouro. O Projeto articulou-se com base no corredor de exportação formado pela Ferrovia Carajás, que percorre 890 quilômetros até a cidade de São Luís (MA), onde fica o porto de Ponta da Madeira, que recebe navios graneleiros de até 280 mil toneladas.
Outra ferrovia existente na região é a ferrovia São Luís-Teresina.
Também foram formadas indústrias de alumina nas regiões portuárias (Albrás e Alunorte em Barcarena e Alumar, em São Luís), aproveitando-se da energia proveniente da Usina Hidrelétrica de Tucuruí (PA) e da Usina Hidrelétrica de Estreito (MA) e Complexo Eólico de Delta 1, 2 e 3, dentre outras usinas. A região tem se destacado na produção de energia eólica e solar.
Com a descoberta de campos de gás natural na bacia do Parnaíba, foi construído o Complexo Termelétrico Parnaíba.
Integrou-se economicamente, assim, as regiões da Amazônia e da Mata dos Cocais.
Também se observa a mineração relativa à exploração de areia, brita, calcário e gipsita.
Com relação à produção de alimentos, verifica-se a produção de materiais de óleos vegetais, provenientes do extrativismo vegetal das palmeiras do babaçu e da carnaúba; e a ocupação do território para a pecuária extensiva e a agricultura de pequeno e médio porte (arroz, cana-de-açúcar, mandioca, feijão e frutas) e grande porte (soja e milho, destinados à exportação, utilizando da estrutura do Porto do Itaqui).

## Conservação

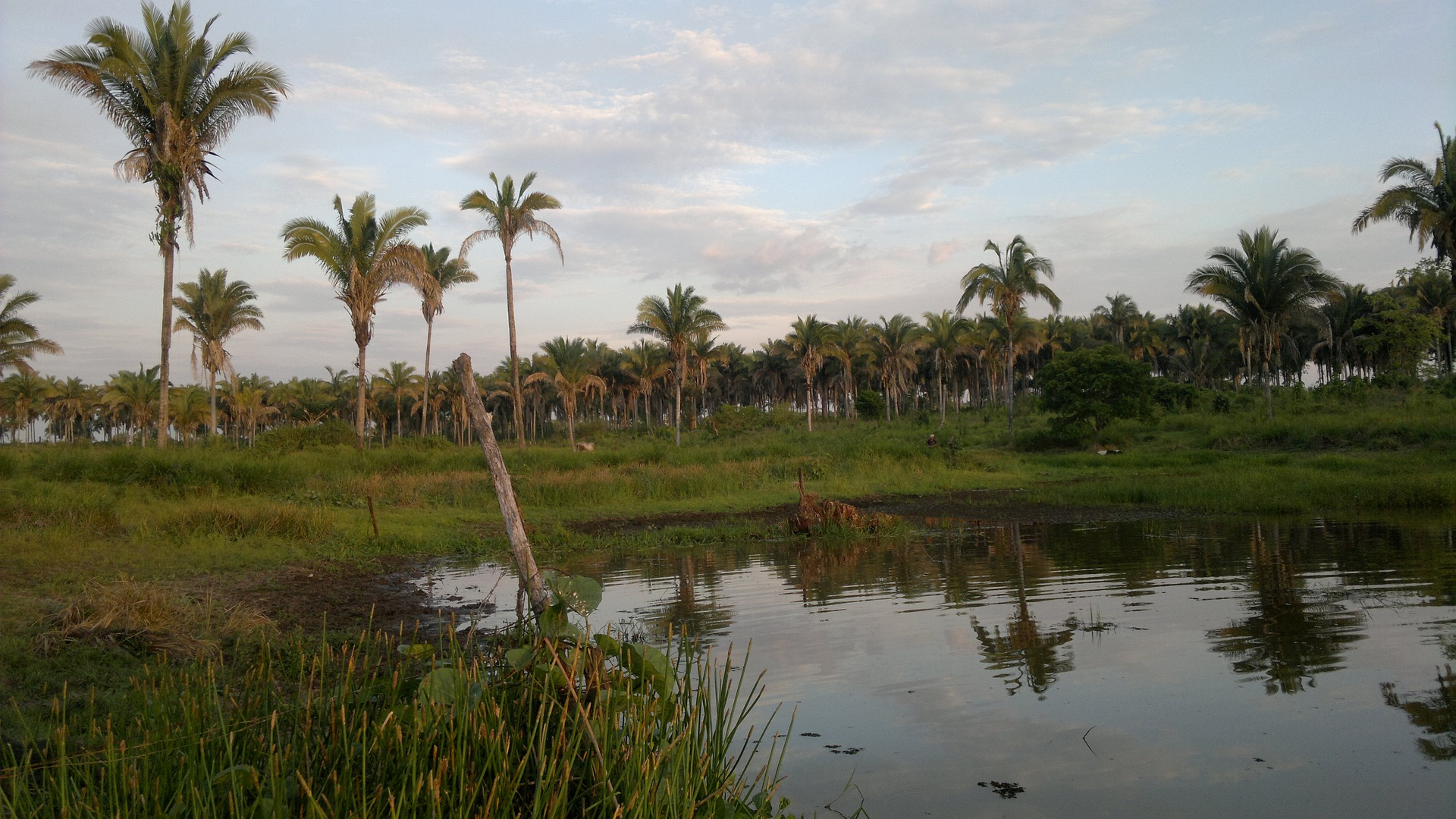
Palmeiras babaçu em Bom Lugar, Maranhão.

A Mata dos Cocais enfrenta diversos processos de degradação ambiental, como a poluição de seus rios, o assoreamento, a destruição das matas ciliares e a retirada ilegal de areia.
A Mata dos Cocais também enfrenta o desmatamento para a criação de gado e o plantio de eucalipto, alterando a estrutura ecológica local, proporcionando assim a fragilização da fauna e da flora.
Algumas iniciativas de proteção da Mata dos Cocais são as leis de proteção do babaçu (Lei estadual do Maranhão n° 4.734/86 e leis municipais do Babaçu Livre), bem como a criação de unidades de conservação como o Parque Estadual do Mirador, onde fica a nascente do rio Itapecuru; a Área de Proteção Ambiental dos Morros Garapenses; a Área de Proteção Ambiental da Baixada Maranhense; Reserva Extrativista Chapada Limpa; Reserva Extrativista da Mata Grande; Reserva Extrativista do Quilombo do Frechal; Reserva Extrativista do Ciriaco; o Parque Estadual Sítio Rangedor, Área de Proteção Ambiental do Itapiracó e Área de Proteção Ambiental da Região do Maracanã em São Luís; dentre outras.

## Desenvolvimento sustentável

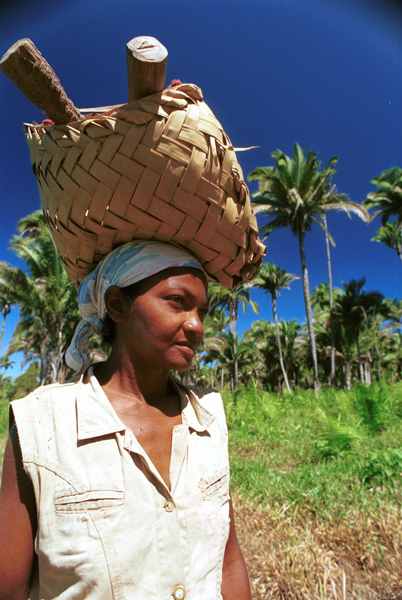
Quebradeira de coco babaçu, no Tocantins

O desenvolvimento sustentável é o sistema de desenvolvimento econômico onde não agrida a natureza. O projeto de desenvolvimento sustentável ocorre desde 2001, pelo projeto do Instituto Chico Mendes de Conservação da Biodiversidade. Os recursos mais usados são o babaçu, a oiticica e a carnaúba.
As quebradeiras de coco babaçu são grupos formados por mulheres de comunidades extrativistas do estado do Maranhão, Tocantins, Pará e Piauí. Dispersas pelas áreas de ocorrência da palmeira babaçu, as quebradeiras desenvolveram modos peculiares de manejo da terra, além de um código próprio de organização de sua atividade. Possuem como fonte de renda familiar principal ou secundária a coleta e quebra do fruto do babaçueiro, a fim de separar a amêndoa da casca. A semente do coco babaçu é oleaginosa, sendo utilizada como matéria prima para diversos produtos manufaturados, além de servirem de alimento para as quebradeiras e suas famílias.

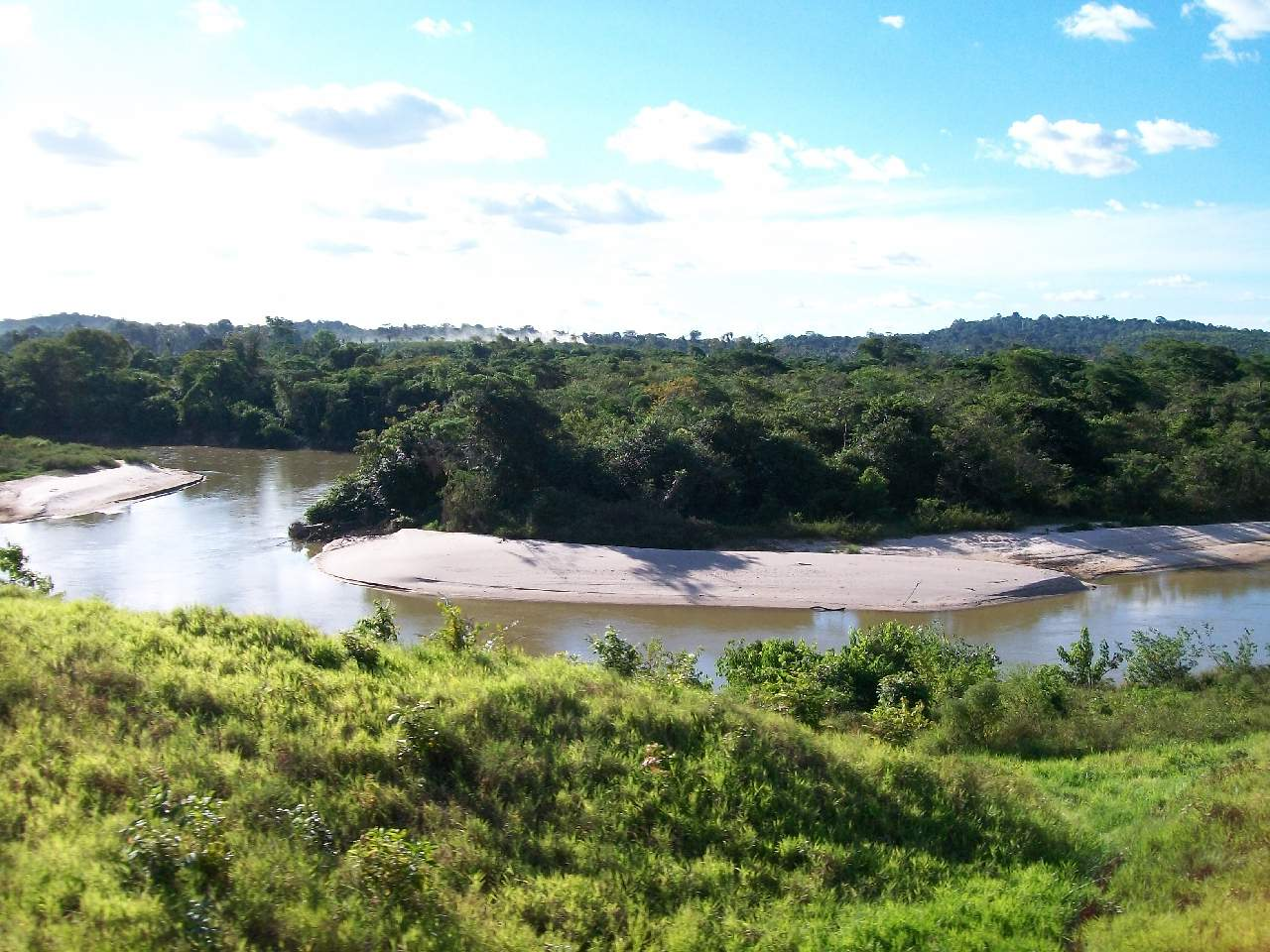
Rio Pindaré

Da folha dessa palmeira, que pode chegar a 20 metros de altura e tem inflorescência em cachos, faz-se telhado para as casas, cestas e outros objetos artesanais; do caule, adubo e estrutura de construções; da casca do coco produz-se carvão para fazer o fogo, e, do seu mesocarpo, o mingau usado na nutrição infantil; da amêndoa obtêm-se óleo, empregado sobretudo na alimentação mas também como combustível e lubrificante, e na fabricação de sabão.
Outros produtos feitos a partir de palmeiras da Mata dos Cocais:
- Buriti: Doces, óleo, produtos de beleza, artesanato
- Carnaúba: Laxante, cera, componentes eletrônicos, produtos alimentícios, madeira, adubação
- Oiticica: Biocombustível, produtos de beleza e higiene